# 15624 Ламбертон
15624 Ламбертон (15624 Lamberton) — астероїд головного поясу, відкритий 28 квітня 2000 року.
Тіссеранів параметр щодо Юпітера — 3,540.